# دارسي فاست
دارسي فاست (بالإنجليزية: Darcy Fast)‏ هو لاعب كرة قاعدة أمريكي، ولد في 10 مارس 1947 في دالاس في الولايات المتحدة.

## وصلات خارجية
- دارسي فاست على موقع دوري كرة القاعدة الرئيسي (الإنجليزية)
- دارسي فاست على موقعبيزبول رفرنس.كوم (الدوري الرئيسي) (الإنجليزية)
- دارسي فاست على موقعبيزبول رفرنس.كوم (الدوري الثانوي) (الإنجليزية)